# Ocupação Japonesa de Singapura
```
   |-
       |
Erro:
:  
valor não especificado para "
nome_comum
"

   |-
       | 
Erro:
:  
valor não especificado para "
continente
"
```

Syonan (昭南, Shōnan, Kunrei-shiki: Syônan), oficialmente Ilha Syonan (昭南島, Shōnan-tō, Kunrei-shiki: Syônan-tô) foi Singapura quando ocupada e governada pelo Império do Japão, após a queda e rendição das forças militares britânicas em 15 de fevereiro de 1942, durante a Segunda Guerra Mundial.
As forças militares japonesas ocuparam-na depois de derrotar a guarnição combinada britânica, indiana, australiana, malaia e dos Estabelecimentos dos Estreitos na Batalha de Singapura. A ocupação se tornaria um importante ponto de viragem na história de várias nações, incluindo as do Japão, Grã-Bretanha e Singapura. Singapura foi renomeada como Syonan-to, que significa "Luz da Ilha do Sul" e também foi incluída como parte da Esfera de Coprosperidade da Grande Ásia Oriental (大東亜共栄圏, Dai Tōa Kyōeiken).
Singapura foi oficialmente devolvida ao domínio colonial britânico em 12 de setembro de 1945, após a assinatura formal da rendição no Edifício Municipal, atualmente conhecido como Câmara Municipal. Após o regresso dos britânicos, houve sentimentos políticos crescentes entre a população local, em paralelo com o aumento do fervor anticolonial e nacionalista, pois muitos sentiram que os britânicos já não eram competentes na administração e defesa da colónia da coroa e dos seus habitantes.
Pouco depois da guerra, os Estabelecimentos dos Estreitos foram dissolvidos e Singapura tornou-se uma colónia separada da coroa em 1946. Alcançaria a autogovernança em 1959, antes de se tornar uma cidade-estado soberana alguns anos depois, em 1965. O dia da rendição dos britânicos aos japoneses em 1942 continua a ser comemorado em Singapura com o Dia da Defesa Total, que é assinalado anualmente no dia 15 de fevereiro.

## Eventos anteriores

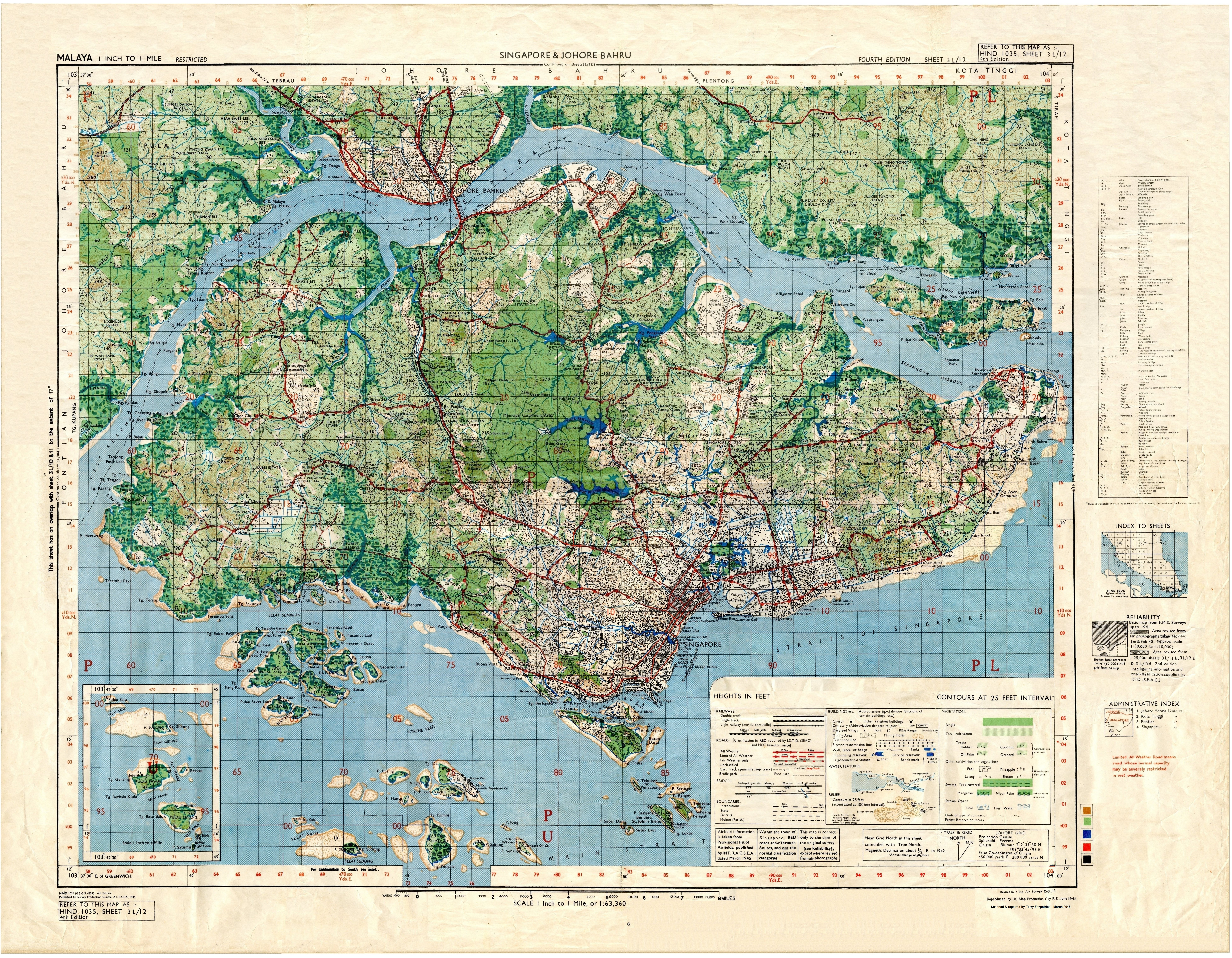
Singapura em 1945

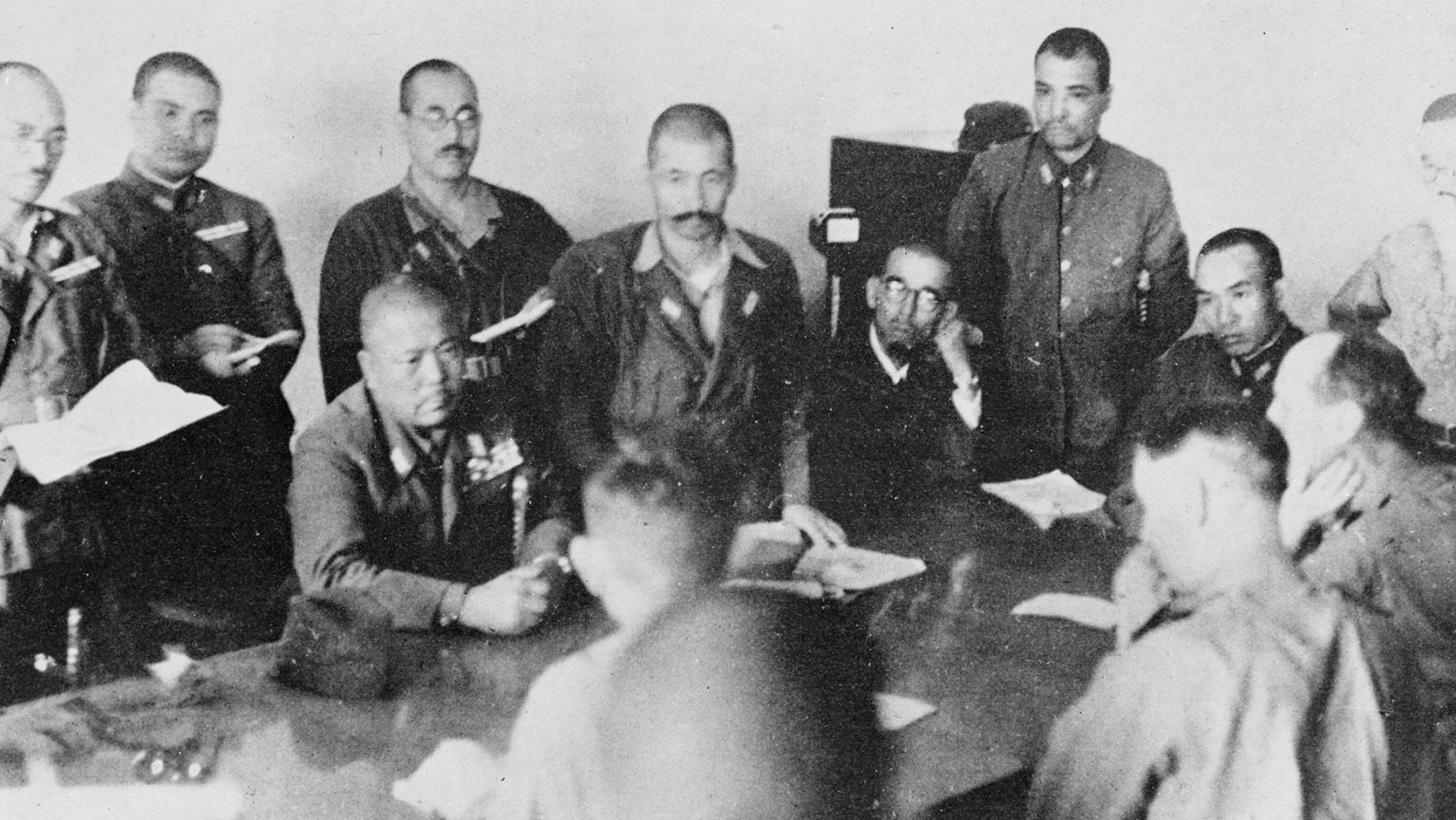
A Grã-Bretanha entrega Singapura aos japoneses. O Tenente-General Yamashita (sentado, terceiro a partir da esquerda) enfrenta o Tenente-General. Percival (sentado em segundo à direita, de volta para a câmera)

Em 8 de dezembro de 1941, Singapura foi atingida pelas primeiras bombas japonesas. Após o ataque aéreo, as forças japonesas concentraram a sua invasão na Malásia (atual Malásia Peninsular). Durante esse tempo, as pessoas na Malásia e em Singapura pensaram que os governantes britânicos poderiam defendê-las. No entanto, os japoneses tinham soldados bem treinados na guerra na selva. Eles usaram tanques leves para se moverem rapidamente pela selva. Como resultado, eles conseguiram capturar a Malásia em 55 dias. Em 31 de janeiro de 1942, as forças japonesas capturaram Johor Bahru. As forças britânicas recuaram da Malásia para Singapura. Eles então explodiram a Calçada Johor-Singapura, que ligava a Malásia e Singapura. Eles queriam atrasar a entrada das forças japonesas em Singapura. O plano britânico para a defesa de Singapura era proteger-se contra ataques vindos do mar. Por exemplo, havia defesas costeiras guardando a costa sul de Singapura. No entanto, as forças japonesas entraram em Singapura através da costa noroeste. Em 7 de fevereiro de 1942, as forças japonesas atacaram Pulau Ubin para induzir as forças britânicas a pensar que atacariam Singapura pelo nordeste. No dia seguinte, as forças japonesas utilizaram barcos para cruzar o Estreito de Johor. Em 9 de fevereiro de 1942, as forças japonesas repararam a Calçada, que havia sido explodida pelas forças britânicas. Eles então cruzaram para Singapura. 2 dias depois, as forças japonesas chegaram a Bukit Timah, onde havia um reservatório. Era também aqui que os britânicos guardavam alimentos e armas. Ocorreram combates ferozes, com voluntários chineses e forças britânicas lutando bravamente contra as forças japonesas. No final, as forças britânicas perderam a batalha. Muitos soldados foram mortos em ambos os lados. Em 12 de fevereiro, as forças japonesas atacaram o Forte Siloso em Sentosa. As forças britânicas afundaram um dos navios japoneses. No dia seguinte, ocorreu uma batalha feroz entre as forças britânicas e as forças japonesas em Pasir Panjang, onde as forças britânicas mantinham seus estoques militares. Lutando bravamente ao lado dos britânicos estavam soldados do Regimento Malaio. Eles foram liderados pelo tenente Adnan bin Saidi, que morreu na batalha. No dia seguinte, soldados japoneses invadiram o Hospital Militar Alexandra (atual Hospital Alexandra), onde mataram mais de 200 funcionários e pacientes do hospital. Os britânicos decidiram se render. Os suprimentos de água, comida e munição estavam acabando e os soldados estavam cansados. Os britânicos queriam evitar mais mortes. Na noite de 15 de fevereiro de 1942, o tenente-general Arthur Ernest Percival, líder das forças britânicas em Singapura, encontrou-se com o tenente-general Tomoyuki Yamashita, líder das forças japonesas encarregadas de capturar a Malásia e Singapura. Na reunião, as forças britânicas renderam Singapura às forças japonesas.

## Ocupação

### Terror em massa
O principal exército que tomou a Malásia, o 25.º Exército, foi transferido para outras frentes, como as Filipinas e a Nova Guiné, pouco depois da queda de Singapura. A Kempeitai (polícia militar japonesa), que era a unidade de ocupação dominante em Singapura, cometeu inúmeras atrocidades contra o povo comum. Eles introduziram o sistema de "Sook Ching", que significa "purga através da purificação" em chinês, para se livrar daqueles, especialmente de etnia chinesa, considerados hostis ao Império do Japão (elementos antijaponeses na população local). O massacre de Sook Ching ceifou a vida entre 25 mil e 55 mil pessoas de etnia chinesa em Singapura, bem como na vizinha Malásia. Estas vítimas, maioritariamente homens com idades compreendidas entre os 18 e os 50 anos, foram detidas e levadas para locais desertos e remotos da ilha, como a praia de Changi, Punggol Point e Siglap, e mortas sistematicamente com metralhadoras e espingardas.
Além disso, os Kempeitai estabeleceram uma rede de informantes locais em toda a ilha para ajudá-los a identificar aqueles que suspeitavam serem antijaponeses. Estes informantes eram bem pagos pelo Kempeitai e não tinham medo de serem presos, pois a sua lealdade não estava em causa para com as forças de ocupação. Esses informantes trabalhavam nos centros de triagem de Kempeitai, onde os japoneses tentavam identificar elementos antijaponeses para execução. Soldados japoneses e oficiais Kempeitai patrulhavam as ruas com frequência e todos os plebeus tinham que se curvar diante deles com respeito quando passavam. Aqueles que não o fizessem seriam esbofeteados, punidos, espancados e algumas pessoas seriam até levadas para a prisão ou mesmo executadas.

### Mudanças na vida em Singapura
Para desencorajar a influência ocidental, que o Japão procurou eliminar desde o início da sua invasão, os japoneses criaram escolas e instituições de ensino e pressionaram a população local a aprender a sua língua (japonês). Livros didáticos e guias de idiomas foram impressos em japonês e rádios e filmes foram transmitidos e exibidos em japonês. Todas as manhãs, as crianças em idade escolar tinham que ficar voltadas para o Japão (no caso de Singapura, voltadas para nordeste) e cantar o hino nacional japonês ("Kimigayo"). Faixas e cartazes de propaganda japonesa também foram hasteados por toda Singapura, assim como muitas bandeiras japonesas do Sol Nascente hasteadas e penduradas em muitos edifícios importantes.

### Escassez de necessidades básicas

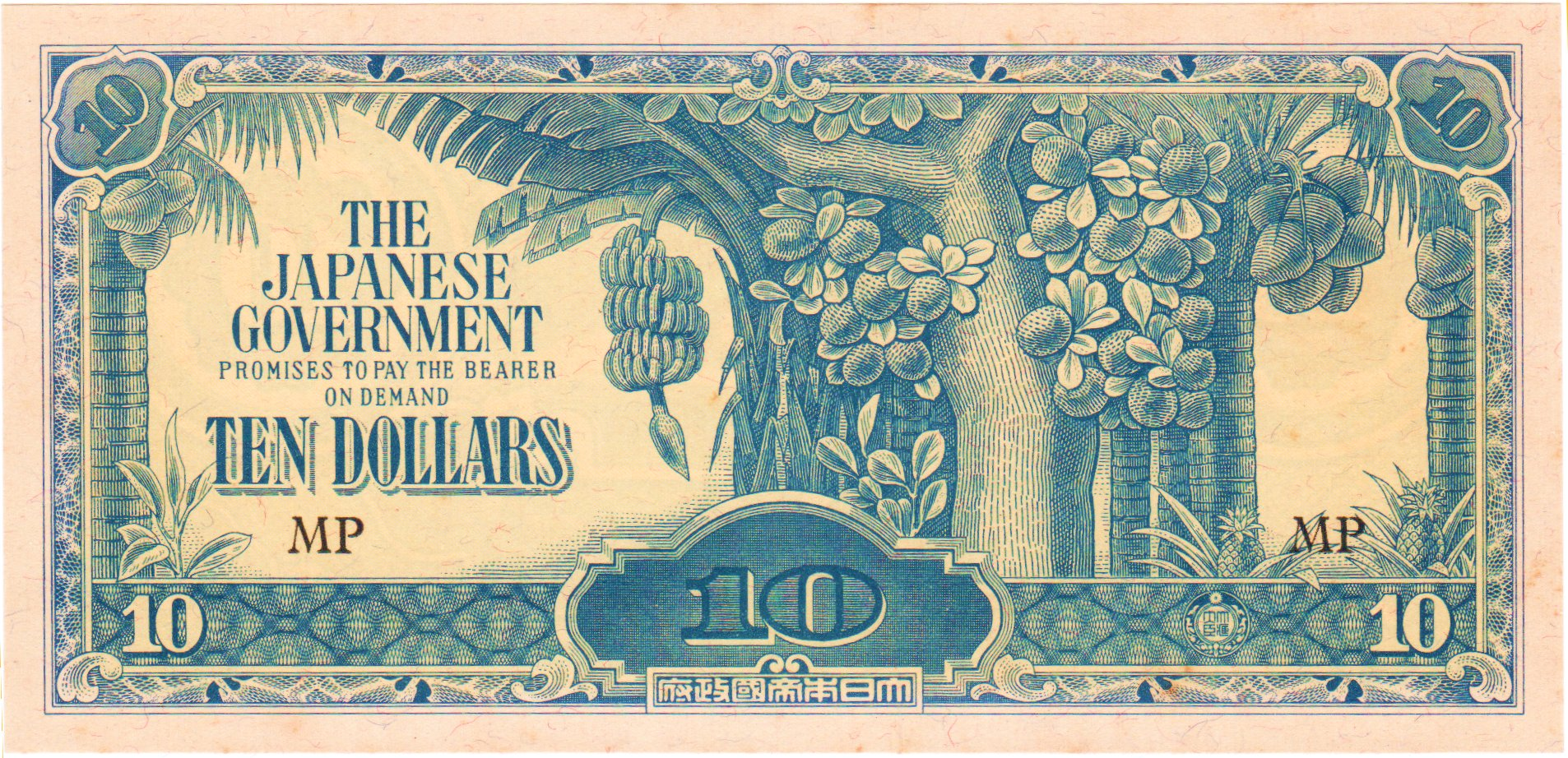
Uma nota de dez dólares "Banana Money" emitida durante a guerra

Os recursos básicos, desde alimentos até medicamentos, eram escassos durante a ocupação. Os preços dos bens de primeira necessidade aumentaram drasticamente ao longo dos três anos e meio devido à hiperinflação. Por exemplo, o preço do arroz aumentou de 5 dólares por 100 catties (cerca de 60 kg) para US$ 5.000 ao final da ocupação entre agosto e setembro de 1945. Os japoneses emitiram cartões de racionamento, também conhecidos como "Certificados de Vida em Paz" para limitar a quantidade de recursos distribuídos à população civil. Os adultos poderiam comprar 5 kg de arroz por mês e as crianças recebiam 2 kg em conformidade. A quantidade de arroz para adultos foi reduzida em 25% à medida que a guerra avançava, uma vez que grande parte dos escassos suprimentos de arroz foram enviados para alimentar os militares japoneses.
Os japoneses emitiram o "Banana Money" (assim chamado devido à imagem de uma bananeira impressa na maioria das notas da moeda) como sua moeda principal durante o período de ocupação, uma vez que a moeda do Estreito Britânico se tornou mais rara e foi posteriormente eliminada quando o Os japoneses assumiram o controle em 1942. Instituíram elementos de uma economia comandada em que havia restrições à procura e à oferta de recursos, criando assim um mercado negro popular a partir do qual os habitantes locais podiam obter recursos escassos e essenciais, como arroz, carne e medicamentos. A moeda "Banana" começou a sofrer com uma inflação elevada e caiu drasticamente de valor porque as autoridades de ocupação simplesmente imprimiam mais sempre que precisassem; consequentemente, no mercado negro, a moeda do Estreito foi mais amplamente utilizada.
A disponibilidade e a qualidade dos alimentos diminuíram muito. batata-doce, tapiocas e inhame tornaram-se o alimento básico da maioria das dietas de muitos Singapurianos porque eram consideravelmente mais baratos que o arroz e também podiam ser cultivados rápida e facilmente em jardins de quintal. Eles foram então transformados em uma variedade de pratos, tanto como sobremesas quanto nas três refeições do dia. Esses alimentos ajudaram a evitar a fome, com sucesso limitado em termos de nutrientes adquiridos, e novas formas de consumir batata-doce, tapiocas e inhame com outros produtos foram regularmente inventadas e criadas para ajudar a evitar a monotonia. Tanto as autoridades coloniais britânicas como as de ocupação japonesa encorajaram a população local a cultivar os seus próprios alimentos, mesmo que tivessem a menor quantidade de terra. O incentivo e a produção foram semelhantes ao que ocorreu com os “Jardins da Vitória” nas nações ocidentais (predominantemente na Europa) durante a Segunda Guerra Mundial, à medida que o abastecimento de alimentos se tornava cada vez mais escasso. A Ipomoea Aquatica, que crescia com relativa facilidade e florescia relativamente bem perto de fontes de água, tornou-se uma cultura alimentar popular, tal como aconteceu com os outros vegetais.

## Educação
Depois de tomar Singapura, os japoneses estabeleceram a Escola Japonesa Shonan (昭南日本学園, Shōnan Nihon Gakuen), para educar os malaios, chineses, indianos e eurasianos na língua japonesa. Faye Yuan Kleeman, autora de Sob um Sol Imperial: Literatura Colonial Japonesa de Taiwan e do Sul escreveu que foi a mais bem-sucedida dessas escolas no Sudeste Asiático. Durante a ocupação, os japoneses também abriram a Primeira Escola Popular de Shonan.

## Ataques aliados

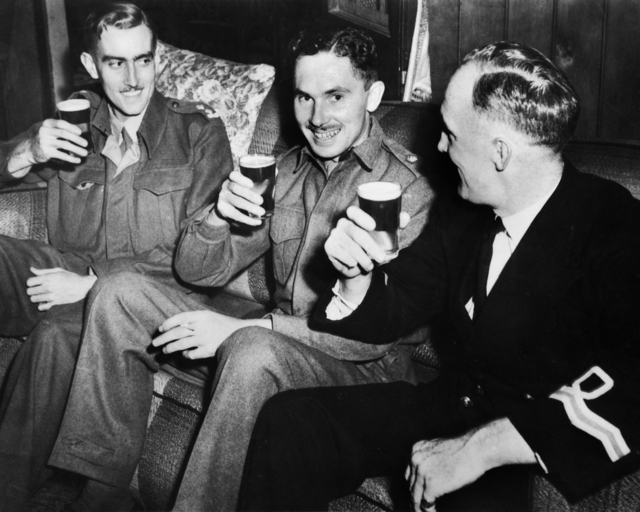
Ivan Lyon (centro) comemorando com outros dois membros da Força Z após o sucesso da Operação Jaywick

Singapura foi alvo de várias operações arquitetadas pelas forças aliadas para perturbar as atividades militares japonesas. Em 26 de setembro de 1943, uma unidade de comando aliada conhecida como Força Z, liderada pelo major Ivan Lyon, infiltrou-se no porto de Singapura e afundou ou danificou sete navios japoneses compreendendo mais de 39.000 toneladas. Lyon liderou outra operação, de codinome "Rimau", com o mesmo objetivo quase um ano depois e afundou três navios. Lyon e 13 de seus homens foram mortos lutando contra os japoneses. Os outros 10 homens que participaram da operação foram capturados, acusados de espionagem em um tribunal arbitrário e posteriormente executados.
Lim Bo Seng da Força 136 liderou outra operação, de codinome Gustavus, ele recrutou e treinou centenas de agentes secretos através de missões intensivas de inteligência militar da China e da Índia. Ele criou a força-tarefa de guerrilha sino-britânica Força 136 em 1942 com o capitão John Davis do Executivo de Operações Especiais (SOE). A Operação Gustavus tinha como objetivo estabelecer uma rede de espionagem na Malásia e em Singapura para recolher informações sobre as atividades japonesas e, assim, ajudar os britânicos na Operação Zipper – o nome de código do seu plano para recuperar Singapura dos japoneses. A Força 136 acabou sendo dissolvida após a guerra.
Em agosto de 1945, dois submarinos anões da classe XE da Marinha Real participaram da Operação Struggle, um plano para se infiltrar no porto de Singapura e sabotar os cruzadores japoneses Takao e Myōkō usando minas de lapa. Eles infligiram grandes danos a Takao, rendendo ao Tenente Ian Edward Fraser a Cruz Vitória. De novembro de 1944 a maio de 1945, Singapura foi submetida a ataques aéreos de unidades de bombardeiros de longo alcance britânicas e americanas.
Instalações navais e docas em Singapura também foram bombardeadas em onze ocasiões por unidades aéreas americanas entre novembro de 1944 e maio de 1945. Estes ataques causaram alguns danos aos seus alvos, mas também mataram vários civis. A maioria dos singapurianos, no entanto, saudou os ataques, pois foram vistos como um prenúncio da libertação de Singapura do domínio japonês.

## Fim da ocupação

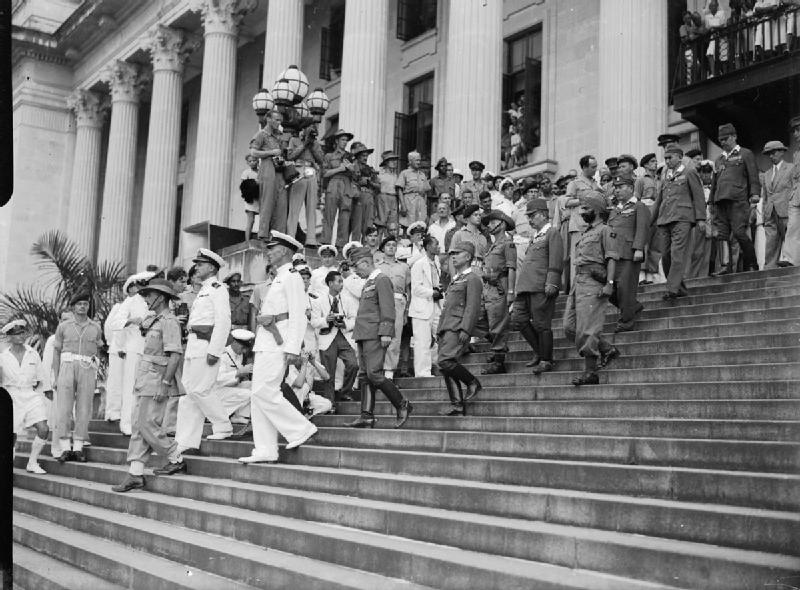
A delegação japonesa deixa o Prédio Municipal após a cerimônia de rendição em 12 de setembro de 1945

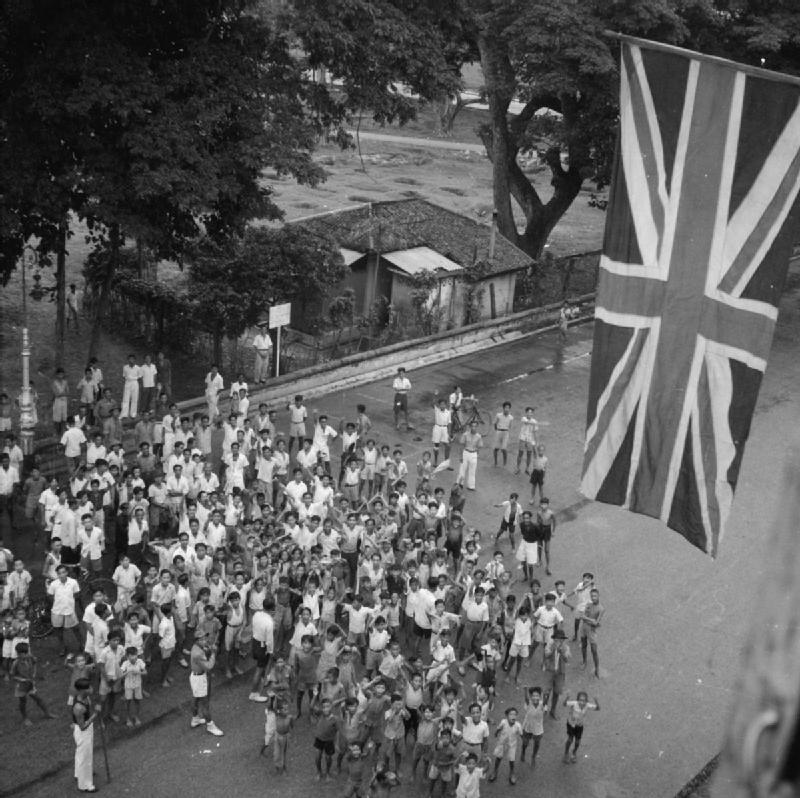
Uma multidão entusiasmada saúda o retorno das forças britânicas em 5 de setembro de 1945

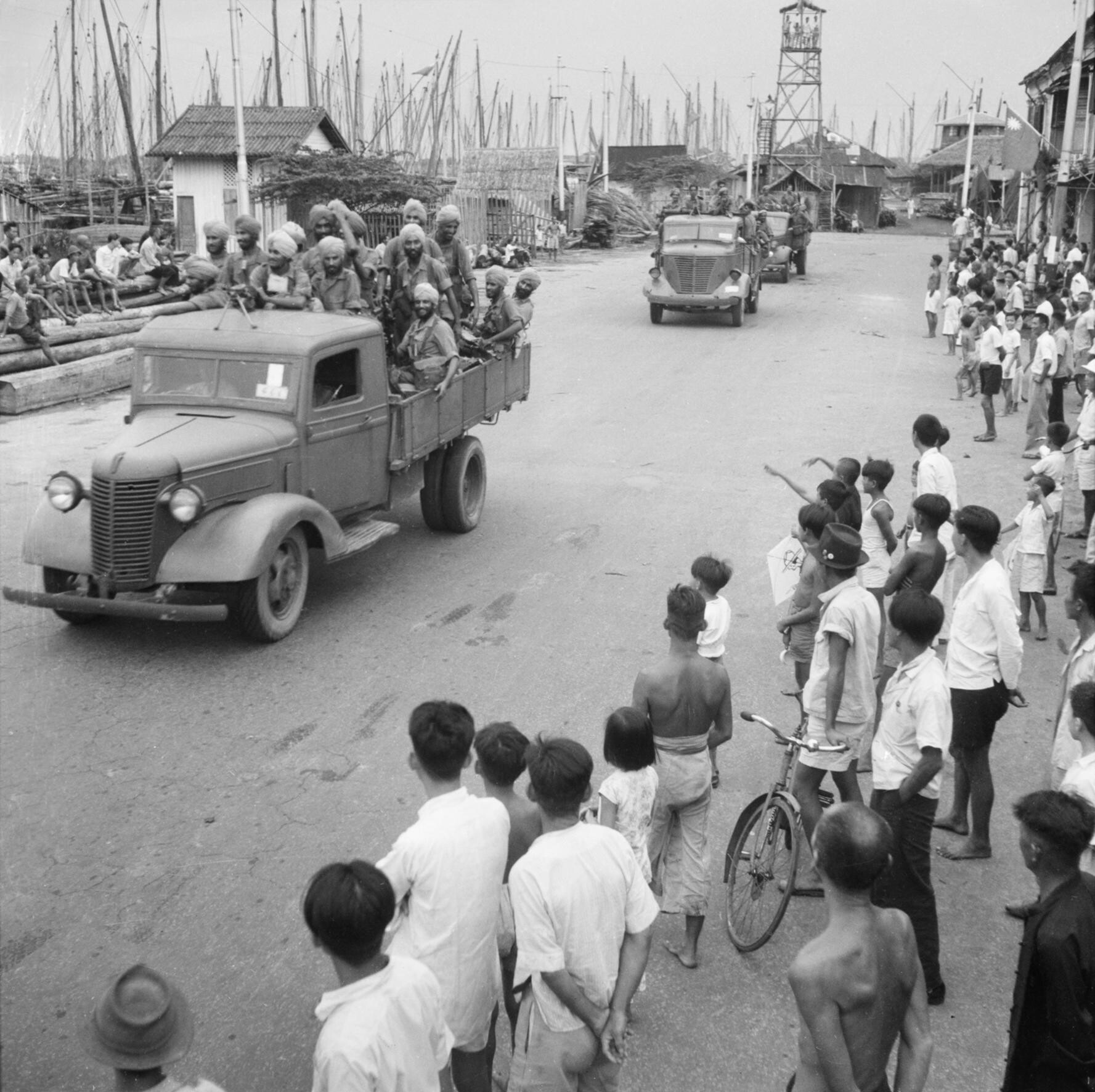
A 5ª Divisão Indiana passa pelas ruas logo após o desembarque como parte da força de reocupação.

Em 6 de agosto de 1945, os Estados Unidos detonaram uma bomba atômica sobre a cidade japonesa de Hiroshima. Dezesseis horas depois, o presidente dos EUA, Harry S. Truman, apelou novamente à rendição do Japão e alertou-o para "esperar uma chuva de ruína vinda do ar, como nunca foi vista nesta terra". Em 8 de agosto de 1945, a União Soviética declarou guerra ao Japão e no dia seguinte invadiu o estado fantoche japonês de Manchukuo. Mais tarde naquele dia, os Estados Unidos lançaram uma segunda bomba atômica, desta vez na cidade japonesa de Nagasaki. Após esses acontecimentos, o Imperador Hirohito interveio e ordenou ao Conselho Supremo para a Direção da Guerra que aceitasse os termos que os Aliados haviam estabelecido na Declaração de Potsdam para encerrar a guerra. Depois de vários dias de negociações nos bastidores e de um golpe de estado fracassado, o imperador Hirohito fez um discurso gravado por rádio em todo o Império em 15 de agosto. No discurso de rádio, ele anunciou a rendição do Japão aos Aliados.
A cerimônia de rendição foi realizada em 2 de setembro a bordo do navio de guerra USS Missouri da Marinha dos Estados Unidos, no qual oficiais do governo japonês assinaram o Instrumento Japonês de Rendição, encerrando assim as hostilidades.
Em 12 de setembro de 1945, um instrumento de rendição foi assinado no Edifício Municipal de Singapura. Seguiu-se uma celebração no Padang, que incluiu um desfile da vitória. Lord Louis Mountbatten, Comandante Supremo Aliado do Comando do Sudeste Asiático, veio a Singapura para receber a rendição formal das forças japonesas na região do General Seishirō Itagaki em nome do Marechal de Campo Hisaichi Terauchi. Uma administração militar britânica, usando tropas japonesas rendidas como forças de segurança, foi formada para governar a ilha até março de 1946.
Após a rendição dos japoneses, houve um estado de instabilidade (anomia) em Singapura, pois os britânicos ainda não haviam chegado para assumir o controle. Os ocupantes japoneses tinham um domínio consideravelmente enfraquecido sobre a população. Houve incidentes generalizados de saques e assassinatos por vingança. Grande parte da infraestrutura foi destruída, incluindo as instalações portuárias e os serviços de eletricidade, abastecimento de água e telefone. Demorou quatro ou cinco anos para a economia regressar aos níveis anteriores à guerra. Quando as tropas britânicas finalmente chegaram, foram recebidas com aplausos e alarde.
O "Banana Money" tornou-se inútil após o fim da ocupação.

## Memoriais
Para manter viva a memória da ocupação japonesa e as lições aprendidas para as gerações futuras, o governo de Singapura ergueu vários memoriais, alguns deles nos antigos locais do massacre:

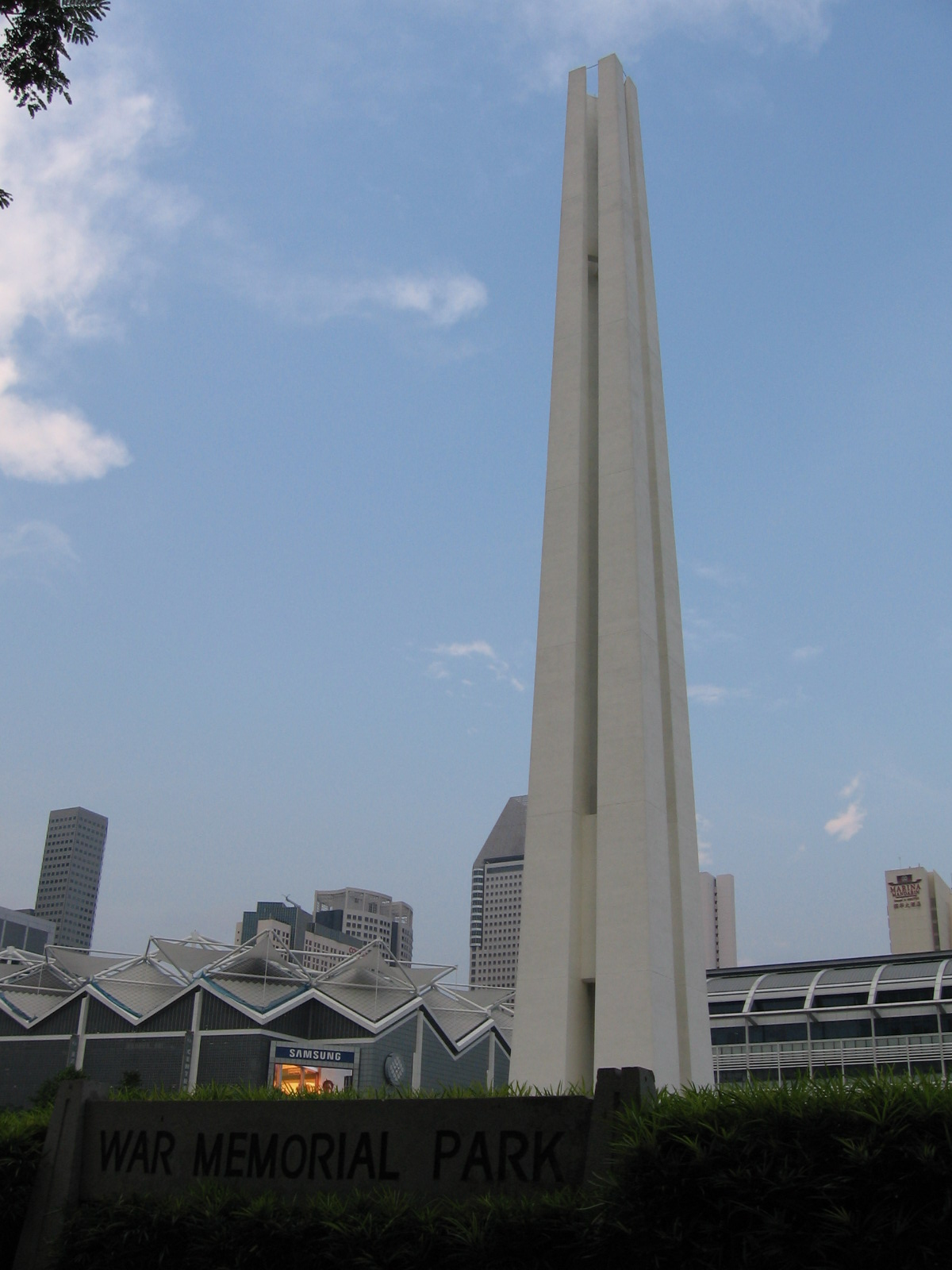
O Memorial da Guerra Civil no War Memorial Park em Beach Road. As quatro colunas são uma representação simbólica das quatro principais raças de Singapura, nomeadamente os chineses, os malaios, os indianos e os eurasianos.

### Memorial da Guerra Civil
Liderado e administrado pela Câmara de Comércio e Indústria Chinesa de Singapura, o Memorial da Guerra Civil está localizado no War Memorial Park, em Beach Road. Composto por quatro colunas de concreto branco, este memorial de 61 metros de altura comemora os civis mortos de todas as raças. Foi construído depois que milhares de vestígios foram descobertos em toda Singapura durante o boom de redesenvolvimento urbano no início dos anos 1960. O memorial foi inaugurado oficialmente pelo primeiro primeiro-ministro de Singapura, Lee Kuan Yew no 25º aniversário do início da ocupação japonesa em 1967. Foi construído com parte da compensação da 'dívida de sangue' de S$ 50 milhões paga pelo governo japonês em outubro de 1966. Falando na cerimônia de inauguração, Lee disse:
Reunimo-nos para recordar os homens e mulheres que foram as infelizes vítimas de um dos incêndios da história... Se hoje recordarmos estas lições do passado, fortaleceremos a nossa determinação e determinação para tornar o nosso futuro mais seguro do que estes homens e mulheres. por quem choramos não teria morrido em vão.
Todos os anos, no dia 15 de fevereiro, os serviços memoriais (abertos ao público) são realizados no memorial.

### Monumento do Centro Sook Ching
O local deste monumento fica dentro do Complexo Hong Lim em Chinatown. A inscrição no monumento diz:
O local era um dos centros de registro temporário da Polícia Militar Japonesa, o Kempeitai, para triagem de chineses 'anti-japoneses'.
Em 18 de fevereiro de 1942, três dias após a rendição de Singapura, o Kempeitai lançou um expurgo de um mês de 'elementos anti-japoneses' em uma operação chamada Sook Ching. Todos os homens chineses entre os 18 e os 50 anos de idade, e em alguns casos mulheres e crianças, foram obrigados a apresentar-se nestes centros de registo temporário para interrogatório e identificação pelo “Kempeitai”.
Aqueles que passaram na triagem arbitrária foram liberados com a palavra “Examinado” estampada no rosto, nos braços ou nas roupas. Outros, não tão afortunados, foram levados para zonas periféricas de Singapura e executados por alegadas actividades anti-japonesas. Estima-se que dezenas de milhares perderam a vida.
Para aqueles que foram poupados, a exibição de “Sook Ching” continua sendo uma das piores lembranças da ocupação japonesa.

—Conselho do Patrimônio Nacional de Singapura

### Monumento ao Massacre da Praia de Changi

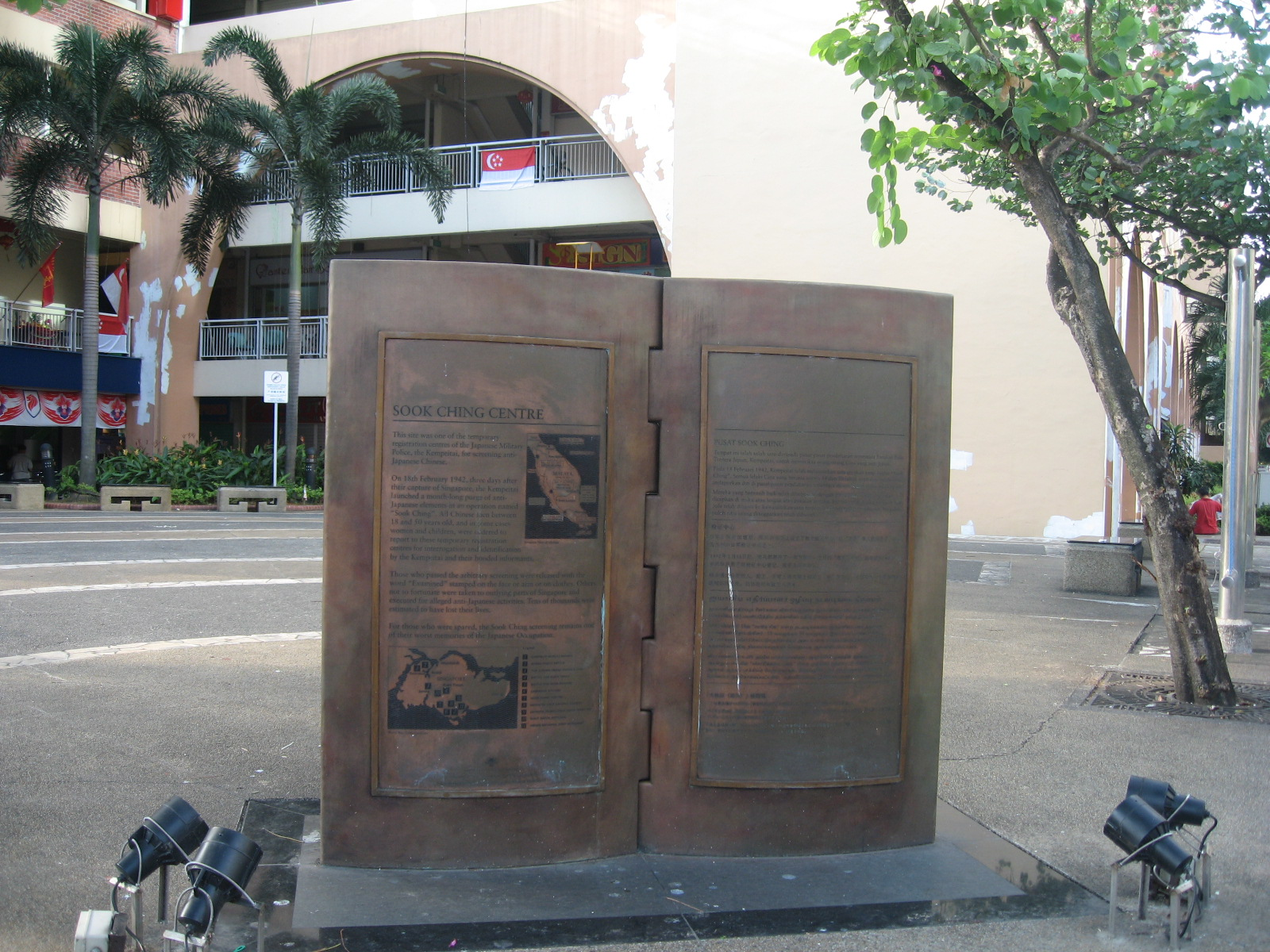
O Monumento Sook Ching Center no Complexo Hong Lim em Chinatown

O local deste monumento está localizado em Changi Beach Park, na parte oriental de Singapura. A inscrição diz:
66 civis do sexo masculino foram mortos pelos japoneses Hojo Kempei (polícia militar auxiliar) atirando na beira da água neste trecho da praia de Changi em 20 de fevereiro de 1942. Eles estavam entre dezenas de milhares que perderam a vida durante a operação japonesa Sook Ching para expurgar suspeitos de anti-civis japoneses entre a população chinesa de Singapura entre 18 de fevereiro e 4 de março de 1942. A praia de Tanah Merah Besar, algumas centenas de metros ao sul (agora parte da pista do Aeroporto Changi de Cingapura) foi um dos campos de extermínio mais utilizados, onde mais de mil chineses homens e jovens perderam a vida. —Conselho do Patrimônio Nacional de Singapura

### Monumento ao Massacre da Praia de Punggol
O local deste monumento está localizado próximo à Punggol Road, no nordeste de Singapura. A inscrição no monumento diz:
Em 23 de fevereiro de 1942, cerca de 300 a 400 civis chineses foram mortos ao longo da costa de Punggol pelo pelotão de fuzilamento Hojo Kempei (polícia militar auxiliar). Eles estavam entre as dezenas de milhares de pessoas que perderam a vida durante a operação japonesa Sook Ching para expurgar civis suspeitos de serem antijaponeses entre a população chinesa de Cingapura entre 18 de fevereiro e 4 de março de 1942. As vítimas que morreram ao longo da costa estavam entre os 1.000 homens chineses presos após uma busca de casa em casa na comunidade chinesa que vive ao longo da Upper Serangoon Road por soldados japoneses. —Conselho do Patrimônio Nacional de Singapura

## Cultura popular
A ocupação japonesa de Singapura foi retratada na mídia e na cultura popular, incluindo filmes, séries de televisão e livros.

### Livros
- The Singapore Grip (1978), um romance cômico-dramático sobre famílias de comerciantes britânicos em Cingapura e suas complicadas relações entre si, outros expatriados europeus e outros residentes, incluindo imigrantes chineses. O romance culmina na invasão da península da Malásia e na ocupação de Cingapura pelos japoneses, e inclui várias cenas de batalha vívidas escritas do ponto de vista de um soldado japonês em um batalhão de tanques.
- A série de mistérios Su Lin de Ovidia Yu, começando com The Frangipani Tree Mystery (2017), começa na década de 1930 em Singapura e continua no período da ocupação japonesa.

### Filmes
- Leftenan Adnan (2000), um filme malaio ambientado na Batalha de Singapura

### Séries de televisão
- Primeiros episódios de Tenko, uma produção da BBC/ABC.
- The Heroes (1988), uma coprodução australiano-britânica.
- Heroes II: The Return (1991), uma minissérie australiana.
- The Last Rhythm (1996), uma série em língua chinesa produzida pela Television Corporation of Singapore (TCS).
- The Price of Peace (1997), produzido pela TCS.
- Um Diário de Guerra (2001), produzido pela MediaCorp.
- In Pursuit of Peace (2001), produzido pela MediaCorp.
- Changi (2001), produzido pela Australian Broadcasting Corporation.
- The Journey: Tumultuous Times (2014), produzido pela MediaCorp.
- The Forgotten Army - Azaadi Ke Liye (2020), produzido por Kabir Khan Films Pvt. Ltd.